# Вудлендс (Манітоба)
Вудлендс (англ. Woodlands) — сільський муніципалітет в Канаді, у провінції Манітоба.

## Населення
За даними перепису 2016 року, сільський муніципалітет нараховував 3416 осіб, показавши скорочення на 3,0%, порівняно з 2011-м роком. Середня густина населення становила 2,9 осіб/км².
З офіційних мов обидвома одночасно володіли 145 жителів, тільки англійською — 3 270. Усього 255 осіб вважали рідною мовою не одну з офіційних, з них 5 — одну з корінних мов, а 15 — українську.
Працездатне населення становило 73,6% усього населення, рівень безробіття — 2,4% (2,4% серед чоловіків та 2,3% серед жінок). 86,3% осіб були найманими працівниками, а 13,7% — самозайнятими.
Середній дохід на особу становив $44 942 (медіана $40 230), при цьому для чоловіків — $54 127, а для жінок $35 532 (медіани — $49 301 та $31 053 відповідно).
36,7% мешканців мали закінчену шкільну освіту, не мали закінченої шкільної освіти — 19,4%, 43,9% мали післяшкільну освіту, з яких 22,1% мали диплом бакалавра, або вищий.
| Статево-вікова структура населення | Статево-вікова структура населення | Статево-вікова структура населення | Статево-вікова структура населення | Статево-вікова структура населення |
| ---------------------------------- | ---------------------------------- | ---------------------------------- | ---------------------------------- | ---------------------------------- |
|                                    |                                    |                                    |                                    |                                    |
| Всього                             | Всього                             | 51,0%49,0%                         |                                    |                                    |
| 0 — 14 років                       | 0 — 14 років                       |                                    | 20,8%                              | 20,8%                              |
| 15 — 64 років                      | 15 — 64 років                      |                                    | 65,2%                              | 65,2%                              |
| 65 і більше                        | 65 і більше                        |                                    | 14%                                | 14%                                |
| 85 і більше                        | 85 і більше                        |                                    | 1%                                 | 1%                                 |
| Середній вік (років)               | Середній вік (років)               | 38,938,6                           | 38,7                               | 38,7                               |
| Медіана (років)                    | Медіана (років)                    | 39,039,2                           | 39,1                               | 39,1                               |
| — чоловіки — жінки                 |                                    |                                    |                                    |                                    |

| Походження мешканців:     | Походження мешканців:     | Походження мешканців: | Походження мешканців: | Походження мешканців: |
| ------------------------- | ------------------------- | --------------------- | --------------------- | --------------------- |
| Походження                |                           |                       | осіб                  | %                     |
| Корінні американці        | Корінні американці        |                       | 695                   | 21.68%                |
| Інше північноамериканське | Інше північноамериканське |                       | 885                   | 27.61%                |
| Європейське               | Європейське               |                       | 2 690                 | 83.93%                |
| британське                | британське                |                       | 1 920                 | 59.91%                |
| французьке                | французьке                |                       | 580                   | 18.1%                 |
| українське                | українське                |                       | 350                   | 10.92%                |
| Латинськоамериканське     | Латинськоамериканське     |                       | 15                    | 0.47%                 |
| Карибське                 | Карибське                 |                       | 20                    | 0.62%                 |
| Азійське                  | Азійське                  |                       | 25                    | 0.78%                 |
| Океанійське               | Океанійське               |                       | 20                    | 0.62%                 |

| Зайнятість населення за галузями (за класифікацією NOC): | Зайнятість населення за галузями (за класифікацією NOC): | Зайнятість населення за галузями (за класифікацією NOC): | Зайнятість населення за галузями (за класифікацією NOC): | Зайнятість населення за галузями (за класифікацією NOC): |
| -------------------------------------------------------- | -------------------------------------------------------- | -------------------------------------------------------- | -------------------------------------------------------- | -------------------------------------------------------- |
|                                                          |                                                          |                                                          |                                                          |                                                          |
| Управління                                               | Управління                                               |                                                          | 14,2%                                                    | 14,2%                                                    |
| Бізнес, фінанси та адміністрування                       | Бізнес, фінанси та адміністрування                       |                                                          | 13,5%                                                    | 13,5%                                                    |
| Природничі та прикладні науки                            | Природничі та прикладні науки                            |                                                          | 5%                                                       | 5%                                                       |
| Охорона здоров'я                                         | Охорона здоров'я                                         |                                                          | 5,8%                                                     | 5,8%                                                     |
| Освіта, правозахист, муніципальні та урядові служби      | Освіта, правозахист, муніципальні та урядові служби      |                                                          | 11,9%                                                    | 11,9%                                                    |
| Мистецтво, культура, відпочинок та спорт                 | Мистецтво, культура, відпочинок та спорт                 |                                                          | 0,5%                                                     | 0,5%                                                     |
| Роздрібна торгівля та послуги                            | Роздрібна торгівля та послуги                            |                                                          | 15,6%                                                    | 15,6%                                                    |
| Гуртова торгівля, транспорт та обладнання                | Гуртова торгівля, транспорт та обладнання                |                                                          | 24,5%                                                    | 24,5%                                                    |
| Природні ресурси, сільське господарство                  | Природні ресурси, сільське господарство                  |                                                          | 6,1%                                                     | 6,1%                                                     |
| Виробництво                                              | Виробництво                                              |                                                          | 2,6%                                                     | 2,6%                                                     |

## Клімат
Середня річна температура становить 2,1°C, середня максимальна – 23,5°C, а середня мінімальна – -24,8°C. Середня річна кількість опадів – 523 мм.
| Клімат поселення                              | Клімат поселення | Клімат поселення | Клімат поселення | Клімат поселення | Клімат поселення | Клімат поселення | Клімат поселення | Клімат поселення | Клімат поселення | Клімат поселення | Клімат поселення | Клімат поселення | Клімат поселення |
| Показник                                      | Січ.             | Лют.             | Бер.             | Квіт.            | Трав.            | Черв.            | Лип.             | Серп.            | Вер.             | Жовт.            | Лист.            | Груд.            |                  |
| Середній максимум, °C                         | −12,29           | −8,3             | −1,26            | 9,00             | 16,94            | 22,54            | 23,52            | 22,30            | 16,70            | 9,62             | −0,3             | −10,14           |                  |
| Середня температура, °C                       | −18,54           | −14,56           | −7,5             | 2,75             | 10,68            | 16,29            | 19,22            | 18,02            | 12,40            | 5,38             | −4,6             | −14,42           |                  |
| Середній мінімум, °C                          | −24,8            | −20,8            | −13,76           | −3,51            | 4,42             | 10,02            | 14,96            | 13,76            | 8,14             | 1,08             | −8,84            | −18,68           |                  |
| Норма опадів, мм                              | 22               | 15               | 26               | 28               | 54               | 92               | 75               | 67               | 52               | 40               | 28               | 24               |                  |
| Середньомісячна швидкість вітру, м/с          | 4.20             | 4.10             | 4.26             | 4.40             | 4.50             | 4.00             | 3.50             | 3.70             | 4.20             | 4.50             | 4.40             | 4.30             |                  |
| Середньомісячна сонячна радіація, кДж/м²·день | 4225             | 7563             | 12579            | 17275            | 20237            | 21188            | 21707            | 18392            | 12650            | 7512             | 4191             | 3203             |                  |
| --------------------------------------------- | ---------------- | ---------------- | ---------------- | ---------------- | ---------------- | ---------------- | ---------------- | ---------------- | ---------------- | ---------------- | ---------------- | ---------------- | ---------------- |
| Джерело:                                      |                  |                  |                  |                  |                  |                  |                  |                  |                  |                  |                  |                  |                  |